# Masacres en Colombia
Las masacres en Colombia se refieren a eventos bélicos contra la población civil, (no se denominan igual a los atentados terroristas, acciones violentas o tomas armadas que también son violaciones de los Derechos Humanos) los cuales han sido perpetrados durante varios períodos de la historia de Colombia. Estos hechos acontecieron durante la conquista española en algunos casos, durante las guerras civiles del siglo XIX, en algunas protestas en el siglo XX, durante la violencia bipartidista, y en el Conflicto armado Interno de Colombia por parte de los distintos actores del mismo (Fuerzas Militares, paramilitares, guerrillas: FARC-EP, ELN, Carteles de narcotráfico, Bacrim, GAO y delincuencia organizada).
Según el informe “¡Basta ya!: Colombia: memorias de guerra y dignidad” (2013) del organismo gubernamental Centro Nacional de Memoria Histórica entre 1985 y 2012, se registran 1982 casos de masacres que dejan 11.751 víctimas. Los grupos paramilitares realizan el 58.8%, las guerrillas el 17,3%,la fuerza pública el 8%, grupos armados no identificados el 14%, y un 1% por unión de militares y paramilitares.
La región de Colombia que más ha sido afectada por las masacres es el departamento de Antioquia.

## Masacres en elsigloXIX
- Navidad Negra en 1822

- Genocidio del Putumayo[5]

## Masacres en La Violencia bipartidista delsigloXX
Masacre de los Sastres
El 16 de marzo de 1919, se organizó una manifestación de 4.000 sastres y artesanos contra la compra de uniformes militares en EE.UU por parte del gobierno de Marco Fidel Suárez, para la conmemoración del centenario de la Batalla de Boyacá, la manifestación terminó en un enfrentamiento entre los manifestantes y la Guardia Presidencial, dejando como saldo 20 muertos y 15 heridos.
Masacre de las Bananeras
Los trabajadores de la United Fruit Company realizan una huelga el 5 y el 6 de diciembre de 1928 en el municipio de Ciénaga, Magdalena cerca de Santa Marta en la cual participan cerca de 25.000 empleados y un número indefinido de trabajadores murieron a manos del Ejército Nacional después de que el gobierno de Miguel Abadía Méndez decidió poner fin a una huelga de un mes organizada por el sindicato de los trabajadores que buscaban garantizar mejores condiciones de trabajo. El gobierno de los Estados Unidos de América había amenazado con invadir a Colombia a través de su Cuerpo de Marines, si el gobierno colombiano no actuaba para proteger los intereses de la United Fruit Company.
Masacres en el recrudecimiento de La Violencia (1930-1960)
En este periodo las masacres más conocidas fueron: por los liberales la Masacre de Gachetá, Cundinamarca (1939).Las masacres en todo el país se mantuvieron mientras por los denominados Chulavitas en Boyacá y los Pájaros en el Valle del Cauca, y las denominadas guerrillas liberales. Existen registros desde 1951 con la muerte en Ataco (Tolima) de 13 personas. Masacre en Líbano (Tolima) en 1952, de aproximadamente 1500 personas, por el gobierno de Laureano Gómez en respuesta a una emboscada.
Entre el 8 y el 9 de junio de 1954 durante la presidencia de Gustavo Rojas Pinilla se registró la masacre de estudiantes por el Batallón Colombia que recién llegaba de la Guerra de Corea, dejando a 12 estudiantes de la Universidad Nacional de Colombia muertos, en la noche del 8 sería asesinado Uriel Gutiérrez Restrepo por la Policía Nacional y el y el 9 de junio 11 estudiantes fueron masacrados.
Según afirmación de 2018 de Andrés Suárez, Coordinador del Observatorio de Memoria y Conflicto, “las masacres de la época de la violencia bipartidista eran masivas y los niveles de atrocidad eran distintos, con espectáculos de horror que incluso son superiores o más macabros de los que se vio en el conflicto contemporáneo”.
| Año  | Nombre                            | Municipio o Lugar                   | Departamento    | Responsable                         | Víctimas                 |
| ---- | --------------------------------- | ----------------------------------- | --------------- | ----------------------------------- | ------------------------ |
| 1930 | Masacre de Capitanejo             | Capitanejo                          | Santander       | Policía y liberales                 | 15 víctimas y 50 heridos |
| 1939 | Masacre de Gachetá                | Gachetá                             | Cundinamarca    | Liberales                           | 9 víctimas y 17 heridos  |
| 1949 | Masacre de los Tinigua            | Región de Sierra de la Macarena     | Meta            | Bandoleros liberales Hernando Palma | 300 víctimas             |
| 1949 | Masacre de Betania                | Betania                             | Valle del Cauca | 'Los Pájaros'                       | 75 víctimas              |
| 1949 | Masacre de San Rafael             | Bugalagrande                        | Valle del Cauca | 'Los Pájaros'                       | 27 víctimas              |
| 1949 | Masacre de Ceilán                 | Bugalagrande                        | Valle del Cauca | 'Los Pájaros'                       | 150 víctimas             |
| 1949 | Masacre de Palestina              | Palestina                           | Cauca           | 'Los Pájaros'                       | 34 víctimas              |
| 1949 | Masacre de San Vicente de Chucuri | San Vicente de Chucuri              | Santander       | Guerrillas liberales                | 100 víctimas             |
| 1949 | Masacre de Anzoategui             | Anzoategui                          | Tolima          | 'Los Chulavitas'                    | 34 víctimas              |
| 1949 | Masacre de Vara de Caucho         | Yacopí                              | Cundinamarca    | 'Los Chulavitas'                    | 15 víctimas              |
| 1949 | Masacre de Pachacual              | El Cocuy                            | Boyacá          | Guerrillas liberales                | 56 víctimas              |
| 1949 | Masacre de El Cocuy               | El Cocuy                            | Boyacá          | Conservadores                       | 100 víctimas             |
| 1950 | Masacre de Santa Helena del Opon  | Santa Helena del Opon               | Magdalena       | 'Los Chulavitas'                    | 20 víctimas              |
| 1950 | Masacre de Llano Mateo            | Yacopí                              | Cundinamarca    | Conservadores                       | 20 víctimas              |
| 1950 | Masacre de San Cayetano           | San Cayetano                        | Cundinamarca    | Guerrillas liberales                | 14 víctimas              |
| 1950 | Masacre de Tamara                 | Tamara                              | Casanare        | Guerrillas liberales                | 20 víctimas              |
| 1950 | Masacre de Altos de Ruedas        | Caparrapi                           | Cundinamarca    | Guerrillas liberales                | 26 víctimas              |
| 1950 | Masacre de Barranca de Upia       | Upia                                | Boyacá          | Ejército Nacional                   | 27 víctimas              |
| 1950 | Masacre de La Alsacia - Vinasal   | Yacopí                              | Cundinamarca    | Ejército Nacional                   | 20 víctimas              |
| 1950 | Masacre de Los Lulos              | Ginebra                             | Valle del Cauca | 'Los Pájaros'                       | 45 víctimas              |
| 1950 | Masacre de Aquitania              | Cocorna, Puerto Triunfo y Aquitania | Antioquia       | Guerrillas liberales                | 37 víctimas              |
| 1951 | Masacre de Ataco                  | Ataco                               | Tolima          | Conservadores                       | 13 Víctimas              |
| 1951 | Masacre de Miraflores             | Miraflores                          | Boyacá          | Guerrillas liberales                | 30 víctimas              |
| 1951 | Marcha de la muerte               | Miraflores                          | Boyacá          | Ejército Nacional                   | 28 víctimas              |
| 1951 | Masacre del Cañón del Ambeima     | Chaparral                           | Tolima          | Guerrillas liberales                | 7 víctimas               |
| 1952 | Masacre de Líbano                 | Líbano                              | Tolima          | Ejército Nacional                   | 1500 Víctimas            |
| 1952 | masacre de Ite                    | Remedios                            | Antioquia       | Guerrillas liberales                | 6 víctimas               |
| 1952 | Masacre de La Soledad             | Landazuri                           | Santander       | Guerrillas liberales                | 37-65 víctimas           |
| 1952 | Masacre de Macaravita             | Macaravita                          | Santander       | Policía                             | 13 víctimas              |
| 1953 | masacre de San Pablo              | Cunday                              | Cundinamarca    | Policía                             | 129 víctimas             |
| 1954 | Masacre de estudiantes            | Bogotá                              | Cundinamarca    | Ejército Nacional                   | 12 víctimas.             |
| 1959 | Masacre del conservatorio         | La línea                            | Tolima-Caldas   | Bandoleros                          | 7 víctimas               |

## Masacres en el Conflicto armado interno de Colombia
Este tipo de acciones se recrudecieron por parte de los distintos grupos armados a lo largo del Conflicto armado interno de Colombia.
Entre 1979 y 1991, un promedio anual de 25 jueces y abogados fueron asesinados o sufrieron algún tipo de atentado. La masacre de la Rochela, como caso emblemático de múltiples formas de victimización de los operadores judiciales en Colombia. Entre 1960 y 2018 se han presentado 24.518 víctimas la mayoría, pertenecientes a la población civil. Varias de estas masacres perpetradas por paramilitares y en complicidad con militares fueron realizadas contra miembros de la Unión Patriótica, y otros grupos políticos. Con el recrudecimiento del conflicto aumentaron las masacres por parte de los distintos grupos armados acusando a civiles de ser miembros o colaboradores de sus rivales, por las dinámicas del paramilitarismo, el narcotráfico, el narcoterrorismo, la posesión de tierras o en enfrentamientos entre estos grupos y a su vez las masacres aumentaron el desplazamiento forzado en Colombia. En la actualidad se siguen presentando casos de masacres contra grupos indígenas, desmovilizados, comunidades campesinas, y la mayoría de los casos se encuentran en la impunidad. En 2019 la ONU advirtió sobre el aumento de masacres en territorio colombiano Hasta diciembre de 2020 se registran 66 masacres en distintas regiones del país y una degradación del conflicto con un promedio de una masacre cada dos días en 2020, producto de las fallas en la implementación de los acuerdos de paz con las FARC-EP, la violencia de los GAO y las Disidencias de las FARC-EP, y durante las protestas por la violencia policial en 2020 se calificó como masacre el asesinato de por lo menos 14 personas en las protestas y disturbios por la Policía Nacional.
| Año       | Nombre                                                        | Municipios o Distritos          | Departamento                        | Responsable                                            | Víctimas Mortales y heridos, desplazados o desaparecidos.            |
| --------- | ------------------------------------------------------------- | ------------------------------- | ----------------------------------- | ------------------------------------------------------ | -------------------------------------------------------------------- |
| 1960      | Masacre de La Cantarrana                                      | Puente Nacional                 | Santander                           | Efraín González y bandidos.                            | 13 víctimas y 17 heridos                                             |
| 1962      | Masacre de la Cayetana                                        | Toro                            | Valle del Cauca                     | Conrado Salazar "Zarpazo"                              | 34 víctimas                                                          |
| 1962      | Masacre de Peñas Blancas                                      | Neiva                           | Huila                               | Manuel Cedeño, Héctor González, pájaros conservadores. | 26 víctimas.                                                         |
| 1963      | Masacre de Santa Bárbara                                      | Santa Bárbara                   | Antioquia                           | Ejército Nacional                                      | 11 Víctimas                                                          |
| 1963      | Masacre de Totarito                                           | Santa Isabel                    | Tolima                              | Jacinto Cruz Usma                                      | 19 víctimas                                                          |
| 1966      | Masacre en el cañón del río Ata                               | Planadas                        | Tolima                              | FARC-EP                                                | 7 Víctimas                                                           |
| 1971      | Masacre del 26 de febrero de 1971 en la Universidad del Valle | Cali                            | Valle del Cauca                     | Policía , Ejército Nacional                            | 15-30 civiles                                                        |
| 1981      | Masacre en el Estadio Alfonso López.                          | Bucaramanga                     | Santander                           | Policía , Ejército Nacional                            | 4 muertos y 30 heridos reporte oficial.                              |
| 1982-1983 | Masacres de Cimitarra Santader.                               | Cimitarra                       | Santander                           | Ejército Nacional , Policía , Paramilitares            | 149 víctimas (o más por confirmar)                                   |
| 1982      | Masacre de Puerto Triunfo                                     | Puerto Triunfo                  | Antioquia                           | Militares y Paramilitares                              | 5 víctimas                                                           |
| 1982-1987 | Masacres de Remedios                                          | Remedios, Segovia               | Antioquia                           | Paramilitares                                          | 22 civiles                                                           |
| 1986-1994 | Masacres de Trujillo                                          | Trujillo, Riofrío y Bolívar     | Valle del Cauca                     | Militares y Paramilitares                              | 342 víctimas de homicidio, tortura y desaparición forzada.           |
| 1984      | Masacre de la Universidad Nacional de Colombia de 1984        | Bogotá                          | Bogotá                              | Policía Nacional                                       | 6-17 víctimas                                                        |
| 1985      | Masacre del Suroriente o Masacre de la leche                  | Bogotá                          | Bogotá                              | Policía , Ejército Nacional                            | 11 víctimas.                                                         |
| 1985      | Masacre de Tacueyó                                            | Toribío                         | Cauca                               | Comando Ricardo Franco                                 | 164 víctimas                                                         |
| 1986      | Masacre de Pozzetto                                           | Bogotá                          | Cundinamarca                        | Campo Elías Delgado                                    | 29 víctimas                                                          |
| 1988      | Masacre de las fincas Honduras y La Negra                     | Turbo                           | Antioquia                           | Paramilitares                                          | 20 víctimas                                                          |
| 1988      | Masacre de La Mejor Esquina                                   | Buenavista                      | Córdoba                             | Paramilitares                                          | 28 víctimas                                                          |
| 1988      | Masacre de El Tomate                                          | Canalete                        | Córdoba                             | Paramilitares                                          | 16 víctimas                                                          |
| 1988      | Masacre de Segovia                                            | Segovia                         | Antioquia                           | Paramilitares                                          | 46 víctimas y 43 heridos                                             |
| 1989      | Falso operativo en el edificio Altos del Portal               | Bogotá                          | Cundinamarca                        | Militares                                              | 4 víctimas                                                           |
| 1989      | Masacre de La Rochela                                         | Simacota                        | Santander                           | Militares y Paramilitares                              | 12 víctimas                                                          |
| 1989      | Masacre de Puerto López                                       | Puerto López                    | Meta                                | Paramilitares                                          | 4 víctimas                                                           |
| 1989      | Masacre en Sasaima                                            | Sasaima                         | Cundinamarca                        | Cartel de Medellín                                     | 18 víctimas                                                          |
| 1990      | Masacre de Pueblo Bello                                       | Pueblo Bello                    | Antioquia                           | Paramilitares                                          | 43 víctimas                                                          |
| 1990      | Masacre del bar Oporto                                        | Medellín                        | Antioquia                           | Cartel de Medellín                                     | 23 víctimas                                                          |
| 1990      | Masacre de la hacienda Los Cocos.                             | Cali                            | Valle del Cauca                     | Cartel de Medellín                                     | 18 víctimas                                                          |
| 1991      | Masacre de Mocoa                                              | Mocoa                           | Putumayo                            | Policía Nacional                                       | 6 víctimas                                                           |
| 1991      | Masacre del balneario Las Brisas                              | Cali                            | Valle del cauca                     | Cartel de Medellín                                     | 15 víctimas                                                          |
| 1991      | Masacre los Uvos                                              | El Bordo                        | Cauca                               | Ejército Nacional de Colombia                          | 17 víctimas.                                                         |
| 1991      | Masacre de El Nilo                                            | Caloto                          | Cauca                               | Policía y paramilitares.                               | 21 vÍctimas                                                          |
| 1992      | Masacre de Caño Sibao                                         | El Castillo                     | Meta                                | Paramilitares                                          | 5 víctimas                                                           |
| 1992      | Masacre de Villatina                                          | Madellín                        | Antioquia                           | Policía Nacional                                       | 9 Víctimas                                                           |
| 1994      | Masacre de La Chinita                                         | Apartadó                        | Antioquia                           | FARC-EP                                                | 37 víctimas                                                          |
| 1995      | Masacre de Cararabo                                           | En Venezuela por el ELN.        | -                                   | ELN                                                    | 8 víctimas                                                           |
| 1996      | Masacre de Mondoñedo                                          | Mosquera y Bogotá               | Cundinamarca                        | Policía Nacional                                       | 6 víctimas                                                           |
| 1997      | Masacre de El Aro                                             | Ituango                         | Antioquia                           | AUC                                                    | 15 víctimas                                                          |
| 1997      | Masacre de San Carlos de Guaroa                               | San Carlos de Guaroa            | Meta                                | Paramilitares                                          | 20 muertos, 12 heridos                                               |
| 1997      | Masacre de Mapiripán                                          | Mapiripán                       | Meta                                | AUC                                                    | 49 víctimas                                                          |
| 1998      | Masacre de Santo Domingo                                      | Tame                            | Arauca                              | Fuerza Aérea Colombiana                                | 17 víctimas, 27 heridos                                              |
| 1998      | Masacre de Barrancabermeja                                    | Barrancabermeja                 | Santander                           | AUC                                                    | 32 víctimas                                                          |
| 1998      | Masacre de Machuca                                            | Segovia                         | Antioquia                           | ELN                                                    | 84 víctimas                                                          |
| 1999      | Masacre de Playón de Orozco                                   | El Piñón                        | Magdalena                           | AUC                                                    | 30 víctimas                                                          |
| 1999      | Masacre de La Gabarra                                         | Tibú                            | Norte de Santander                  | AUC                                                    | 35-43 víctimas                                                       |
| 1999      | Masacre de Las Palmas                                         | San Jacinto                     | Bolívar                             | AUC                                                    | 4 víctimas y desplazamiento de más de 200 habitantes.                |
| 2000      | Mascare de El Salado                                          | El Carmen de Bolívar            | Bolívar                             | AUC                                                    | +100 víctimas                                                        |
| 2000      | Masacre de Hato Nuevo                                         | El Carmen de Bolívar            | Bolívar                             | AUC                                                    | 13 víctimas                                                          |
| 2000      | Masacre de Macayepo                                           | El Carmen de Bolívar            | Bolívar                             | AUC                                                    | 66 víctimas                                                          |
| 2000      | Masacre de Santa Cecilia en Astrea                            | Santa Cecilia                   | Cesar                               | AUC                                                    | 11 civiles                                                           |
| 2000      | Masacre en la Cárcel la Modelo                                | Bogotá                          | Bogotá                              | AUC                                                    | 32 víctimas y 17 heridos.                                            |
| 2000      | Masacre de La Chorrera                                        | La Chorrera                     | Antioquia                           | AUC                                                    | 12 víctimas                                                          |
| 2000      | Masacre de Nueva Venecia                                      | Sitionuevo                      | Magdalena                           | AUC                                                    | 39 víctimas                                                          |
| 2000      | Masacre en el Bar Reminiscencias                              | Bogotá                          | Cundinamarca                        | Juan de Jesús Lozano                                   | 11 víctimas                                                          |
| 2000      | Masacre de Sabaletas                                          | Buenaventura                    | Valle del Cauca                     | AUC                                                    | 9 víctimas                                                           |
| 2001      | Masacre de Río Manso                                          | Tierralta                       | Córdoba                             | FARC-EP                                                | 33 víctimas                                                          |
| 2001      | Masacre de Chengue                                            | Ovejas                          | Sucre                               | AUC                                                    | 27 víctimas                                                          |
| 2001      | Masacre del Alto de Naya                                      | Cauca                           | Cauca                               | AUC                                                    | 40 víctimas                                                          |
| 2001      | Masacre del Páramo de La Sarna                                | Aquitania                       | Boyacá                              | AUC                                                    | 15 víctimas                                                          |
| 2002      | Masacre de Bojayá                                             | Bojayá                          | Chocó                               | FARC-EP                                                | 74 a 119 víctimas, y 98 heridos                                      |
| 2002      | Masacre de la Vereda El Limón                                 | Riohacha                        | La Guajira                          | AUC                                                    | 16 víctimas                                                          |
| 2002      | Masacre de La Punta de los Remedios,                          | Dibulla                         | La Guajira                          | AUC                                                    | 9 víctimas                                                           |
| 2003      | Masacre de San Carlos, Antioquia                              | San Carlos                      | Antioquia                           | FARC-EP                                                | 18 víctimas                                                          |
| 2003      | Masacre de Urrao                                              | Urrao                           | Antioquia                           | FARC-EP                                                | 10 víctimas                                                          |
| 2003      | Masacre de El Triunfo                                         | Buenaventura                    | Chocó                               | AUC                                                    | 5 víctimas                                                           |
| 2003      | Masacre de La Herradura                                       | Riosucio                        | Caldas                              | Paramilitares                                          | 8 víctimas                                                           |
| 2004      | Masacre de Bahía Portete                                      | Uribia                          | La Guajira                          | AUC                                                    | 12 víctimas y 600 desplazados                                        |
| 2004      | Masacre de Flor amarillo y Cravo Charro                       | Tame                            | Arauca                              | AUC                                                    | 21 víctimas                                                          |
| 2004      | Masacre de La Gabarra                                         | Tibú                            | Norte de Santander                  | FARC-EP                                                | 34 víctimas                                                          |
| 2004      | Masacre de Llorente                                           | Tumaco                          | Nariño                              | AUC                                                    | 20 víctimas                                                          |
| 2004      | Masacre de El Alfilador, Puerto Asís                          | Puerto Asís                     | Putumayo                            | AUC                                                    | 15 víctimas                                                          |
| 2004      | Masacre de San Salvador, Tame                                 | Tame                            | Arauca                              | FARC-EP                                                | 17 víctimas                                                          |
| 2005      | Masacre de Punta del Este, Buenaventura                       | Buenaventura                    | Valle del Cauca                     | AUC                                                    | 12 víctimas                                                          |
| 2005      | Masacre de San José de Apartadó                               | Apartadó                        | Antioquia                           | AUC y Ejército Nacional                                | 8 víctimas                                                           |
| 2005      | Masacre de Palomas, Puerto Valdivia                           | Puerto Valdivia                 | Antioquia                           | FARC-EP                                                | 14 víctimas                                                          |
| 2005      | Masacre de Sanza                                              | San Juan de Arama               | Meta                                | Ejército Nacional                                      | 10 víctimas                                                          |
| 2006      | Masacre de Olaya Herrera, Nariño                              | Olaya Herrera                   | Nariño                              | Bacrim Los Rastrojos                                   | 8 víctimas                                                           |
| 2006      | Masacre de Jamundí                                            | Jamundí                         | Valle del Cauca                     | Ejército Nacional de Colombia                          | 11 víctimas                                                          |
| 2006      | Masacre de Caño Dulce                                         | Tubará                          | Atlántico                           | Gaula del Ejército y DAS                               | 6 víctimas                                                           |
| 2008      | Masacre de Iraca                                              | Iraca                           | Meta                                | Sin identificar                                        | 14 víctimas                                                          |
| 2009      | Masacres de indígenas Awá en Nariño de 2009                   | Barbacoas, Ricaurte y Santacruz | Nariño                              | FARC-EP                                                | 27 víctimas                                                          |
| 2009      | Masacre de Buenavista, Barbacoas                              | Barbacoas                       | Nariño                              | Águilas Negras                                         | 8 Víctimas                                                           |
| 2009      | Masacre en Resguardo de Tumaco                                | Tumaco                          | Nariño                              | Bacrim Los Cucarachos                                  | 12 víctimas y 3 heridos                                              |
| 2010      | Masacre de Sánchez, Policarpa                                 | Policarpa                       | Nariño                              | Bacrim Los Rastrojos                                   | 10 víctimas                                                          |
| 2012      | Masacre de Cumaribo                                           | Cumaribo                        | Vichada                             | FARC-EP                                                | 5 víctimas                                                           |
| 2013      | Masacre de Suárez                                             | Suárez                          | Cauca                               | Sin identificar                                        | 4 víctimas                                                           |
| 2013      | Masacre de la Unión                                           | La Unión                        | Valle del Cauca                     | Clan del Golfo                                         | 5 víctimas                                                           |
| 2013      | Masacre en 'La Barra de la 44'                                | Cali                            | Valle del Cauca                     | Bacrim                                                 | 8 víctimas                                                           |
| 2014      | Masacre en Amalfi                                             | Amalfi                          | Antioquia                           | Clan del Golfo                                         | 7 víctimas                                                           |
| 2015      | Masacre en el Timba                                           | Buenos Aires                    | Cauca                               | FARC-EP                                                | 11 víctimas                                                          |
| 2017      | Masacre de Magüí Payán                                        | Magüí Payán                     | Nariño                              | ELN                                                    | 13 víctimas                                                          |
| 2018      | Masacre de Yarumal                                            | Yarumal                         | Antioquia                           | Clan del Golfo                                         | 7 víctimas                                                           |
| 2019      | Masacre de Tacueyó                                            | Toribío                         | Cauca                               | Disidencias de las FARC-EP                             | 5 víctimas                                                           |
| 2020      | Masacre de Palmarito                                          | Palmarito                       | Frontera entre Colombia y Venezuela | ELN                                                    | 13 víctimas (8 en territorio colombiano, 5 en territorio venezolano) |
| 2020      | Masacre en Jamundí                                            | Jamundí                         | Valle del Cauca                     | Disidencias de las FARC-EP.                            | 5 víctimas.                                                          |
| 2020      | Masacre en Tibú                                               | Tibú                            | Norte de Santander                  | Los Rastrojos                                          | 9 víctimas                                                           |
| 2020      | Masacre en Samaniego                                          | Samaniego                       | Nariño                              | sin identificar                                        | 9 víctimas                                                           |
| 2020      | Masacre en Jamundí                                            | Jamundí                         | Valle del Cauca                     | Sin identificar                                        | 4 víctimas                                                           |
| 2020      | Masacre en Betania                                            | Betania (Antioquia)             | Antioquia                           | Clan del Golfo.                                        | 10 víctimas                                                          |
| 2020      | Masacre de Bogotá                                             | Bogotá                          | Bogotá DC                           | Policía Nacional de Colombia - Sin identificar         | 14 víctimas                                                          |
| 2022      | Masacre de Puerto Leguizamo                                   |                                 |                                     |                                                        | 11 - 14 víctimas, 5 desaparecidos                                    |

### Masacres por actor armado
Paramilitares
En agosto de 1982, paramilitares en cabeza de los hermanos Carlos y Fidel Castaño inician un ciclo de Masacres en Remedios y Segovia (Antioquia) hasta 1987.  Entre 1991 y 2001, se registrarían 96 masacres que dejarían 597 personas asesinadas en la región de Urabá. En Colombia los paramilitares tendrían su mayor periodo de ejecución de masacres entre 1997 y 2003.
AUC
Las Autodefensas Unidas de Colombia actor armado del Conflicto armado interno de Colombia están acusadas de 4.000 masacres y 260.000 muertos, según el Observatorio de Memoria del Conflicto. Debe haber un error en la información sobre el número de muertos según esta fuente, ya que una de las fuentes citadas por la misma atribuye un total de 218.094 muertes al conflicto armado entre 1958 y 2012, de las cuales 40.787 combatientes y 177.307 civiles. Las autoridades han hallado fosas comunes donde estarían miles de personas asesinadas por este grupo, incluidos niños. La ubicación de muchas de estas fosas aún no se conoce públicamente. Varios jefes paramilitares sometidos al proceso de desmovilización han revelado la ubicación de algunas de ellas. Según informes de prensa, a finales de los años 1990 este grupo incrementó el número de masacres llegando al punto de cometer 1 masacre cada 2 días entre los años 1999 y 2000, tiempo en el que perpetraron más de 200 masacres por año en el periodo 1997-2006.
Fuerza Pública
En 1970, militares y colonos torturaron y masacraron a miembros de varias comunidades sikuani, en lo que se conoce como las “jaramilladas”. Otras masacres cometidas por los miembros de la Fuerza Pública fueron: la masacre de Santa Bárbara (Antioquia), en la Universidad del Valle, en la Universidad Nacional, la masacre del Estadio Alfonso López,la masacre del Suroriente (Bogotá) la masacre de Villatina, la masacre de Mondoñedo, la masacre de Jamundí y la denominada masacre de Bogotá durante las protestas contra los abusos de la Policía en 2020.
FARC-EP
Las FARC-EP están sindicadas de cometer más de 240 masacres con cerca de 1400 víctimas, solo entre el periodo 1980-2012 como la Masacre de la Chinita contra miembros de Esperanza, Paz y Libertad. Otra masacre ocasionada por las FARC.EP en combate con las AUC, fue la masacre de Bojayá.

## Informes e investigaciones
El Centro Nacional de Memoria Histórica ha presentado varios informes como:
- Trujillo: Una tragedia que no cesa(2008)[91]
- El Salado. Esa guerra no era nuestra (2009)[92]
- Bojayá. La guerra sin límites(2010).[93]

El proyecto Rutas del conflicto, es el resultado del trabajo conjunto del Centro Nacional de Memoria Histórica, y Verdad Abierta, un portal investigativo sobre el conflicto colombiano.

## Masacres en la cultura popular colombiana
Las masacres han estado presentes en varias obras, manifestaciones culturales y representaciones artísticas en diversos campos.
Obras literarias como la de Gabriel García Márquez, en Cien años de soledad, y Álvaro Cepeda Samudio, en su novela La casa grande sobre la Masacre de las Bananeras.
También, en su novela Satanás, Mario Mendoza habla sobre la masacre del Pozzeto, perpetrada por Campo Elías Delgado en Bogotá.